# 切里洛格 (喬治亞州)
切里洛格（英語：Cherry Log）是位於美國喬治亞州吉爾默縣的一個人口普查指定地區。

## 地理
切里洛格的座標為34°46′49″N 84°23′27″W / 34.78028°N 84.39083°W，而該地最高點為海拔高度483米（即1585英尺）。

## 人口
根據2010年美國人口普查的數據，切里洛格的面積為3.15平方千米，當中陸地面積為3.15平方千米，而水域面積為0.00平方千米。當地共有人口119人，而人口密度為每平方千米37人。